# 細田貴助
細田 貴助（ほそだ きすけ、1919年（大正8年） - ）は、長野県茅野市出身の郷土史研究家、閉校した諏訪郡富士見町立落合小学校 の元校長。茅野市神長官守矢史料館初代館長。

## 人物
この節の出典:
- 長野県諏訪郡永明村（現在の茅野市）に生まれる。
- 1936年 長野県諏訪中学校（現諏訪清陵高等学校）卒業。
- 1938年より長野県内で小学校、中学校の教員を勤めた。
- 1977年 長野県富士見町立落合小学校長にて教職を定年退職[2]。
- 1979年 - 1990年 茅野市史編纂員として、中巻・下巻・史料集・字名地図編纂に携わる[3]。
- 1990年 - 1994年 ちの町史編纂に携わる（竹村美幸・伊藤岩廣 ・細田貴助 著『ちの町史』ちの町史刊行会 1995年[注 1]）。
- 1991年 茅野市神長官守矢史料館初代館長就任。1995年まで勤めた。この間、守矢氏文書目録作成に携わる[注 2]。
- 1991年 - 2006年時点、茅野市八ヶ岳総合博物館、守矢史料館共催古文書講座講師。
- 1993年 - 1999年 『茅野市南大塩の歩み』監修。
- 2000年 - 2002年 『茅野市安国寺区誌』監修。

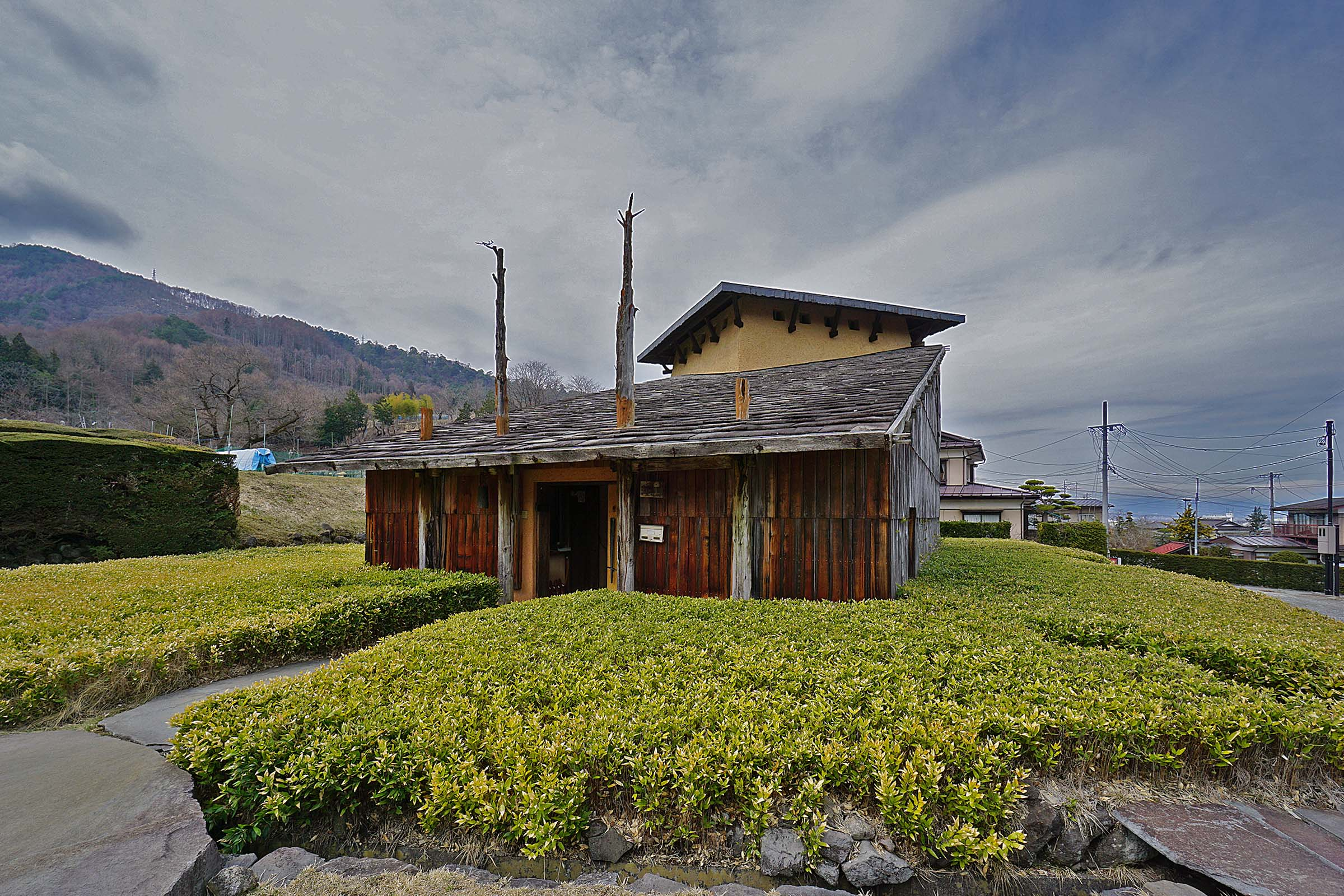
神長官守矢史料館

## 著書
- 「県宝守矢文書を読む―中世の史実と歴史が見える」ほおずき書籍刊行、2003年、ISBN 978-4434035524
- 「県宝守矢文書を読む―中世の史実と歴史が見える2」ほおずき書籍刊行、2006年、ISBN 978-4434075469

## 関連書籍
- 『茅野市史』茅野市著1986年-1991年上巻 原始・古代、中巻 中世・近世、下巻 近現代・民俗史料集、 中世・近世・近現代別巻 自然. NCID BN00549096
- 『諏訪神社上社神長官守矢家文書目録』  長野県茅野市神長官守矢資料館  長野県茅野市教育委員会著 1995年. NCID BN1434229X
- 竹村美幸、伊藤岩廣、細田貴助 （ちの町史刊行会）『ちの町史』株式会社中央企画、1995年3月。 NCID BN13883330。
- 『神長官守矢資料館しおり』29頁　守矢文書　（諏訪市文化財専門審議委員）竹村美幸 著　2017年
- 竹村美幸 著『諏訪明神-その神徳と神社の歴史』諏訪文化社刊行、1992年
- 伊藤岩廣 著『平和を今こそ―諏訪鉄山と捕虜収容所ものがたり』長野日報社刊行、2009年、ISBN 978-4861250804